# Consell executiu de Còrsega
El Consell executiu de Còrsega és l'òrgan executiu de la Col·lectivitat Territorial de Còrsega. És un veritable govern regional que assegura la coherència i estabilitat necessària en la gestió dels afers de la CTC.
És composta pel president i de vuit consellers, elegit per un període de sis anys per l'Assemblea de Còrsega d'entre els seus membres, i dirigeis l'acció de la Col·lectivitat Territorial de Còrsega, principalment en les competències de desenvolupament econòmic i social, acció educativa i cultural i defensa de l'espai natural. Pot ser revocat per una moció de censura de l'Assemblea de Còrsega.

## El president du Consell executiu
El president del Consell executiu exerceix el poder executiu de la Col·lectivitat Territorial de Còrsega, que a les altres regions és detingut pel president del Consell Territorial. És el representant de la Col·lectivitat Territorial de Còrsega en tots els seus actes civils i jurídics. Prepara i executa les deliberacions de l'Assemblea de Còrsega. Ordena les despeses i és el cap de serveis de la Col·lectivitat i gerent del seu patrimoni, exercint-hi poders de policia.

## Els presidents des de 1992
- Des d'abril de 2004 : Ange Santini
- 1992-2004 : Jean Baggioni

## Composició
El Consell executiu de Còrsega és compost de nou membres :
- Ange Santini, president del Consell executiu
- Jean-Claude Bonaccorsi, president de l'Oficina de Desenvolupament Agrícola i Rural de Còrsega (ODARC)
- Antoine Giorgi, president de l'Agència del Turisme de Còrsega, amb competències en turisme, aparell educatiu, ensenyament superior, recerca, llengua i cultura corses.
- Stéphanie Grimaldi, president de l'Oficina d'Equipament Hidràulic de Còrsega, amb competències també en urbanisme i muntanyes
- Simone Guerrini, gestió de les competències audiovisuals, culturals i patrimoni
- Jean-Pierre Leccia, les competències d'ensenyament secundari i formació professional.
- Jérôme Polverini, president de l'Oficina del Medi Ambient de Còrsega, amb competències en medi ambient, eliminació de residus, prevenció d'incendis, habitatge social i afers europeus.
- Antoine Sindali, president de l'Oficina dels Transports de Còrsega, amb competències sobre transports marítims i aeris, ports, aeroports, ferrocarrils i carreteres.
- Marie-Ange Susini, les competències en esports, joventut i sanitat